# 伊藤紀之
伊藤 紀之 （いとう のりゆき、1940年 - ）は、日本のインダストリアルデザイナー。共立女子大学名誉教授。服飾文化学会元会長。日本手芸普及協会前会長。国際浮世絵学会理事。

## 略歴
1964年に千葉大学工学部工業意匠学科を卒業後、東芝に入社。家電・家具・ユニフォームのデザイナーとなる。その後、大学院に戻り、1973年に同研究科修士課程修了。共立女子大学に専任講師として就任。1978年に助教授に、1992年に教授。2011年に共立女子大学名誉教授。その間、服飾文化学会会長、日本手芸普及協会会長、日本デザイン学会監事、国際浮世絵学会理事を歴任。2020年春の叙勲で瑞宝小綬章を受章。

## 研究
家政学の中で生活デザインを定義した人物の一人であり、湯たんぽ研究の第一人者である。また、国際浮世絵学会の理事であり、300点ほどの浮世絵コレクションを有する。他にも、ファッションプレートのコレクターでもある。
なお、湯たんぽ研究に関する研究成果は、複数の研究不正の被害にあっている。サンキュータツオによれば、ある地方自治体主催の展覧会パンフレットに無断引用されたほか、某大学教授の「コンピュータ時代のデザイン」という論文で盗用されたことが判明している。後者については謝罪があったが、前者についてはまだ未解決である。

## 著作リスト
- 『被服デザインの体系』（三共出版、1983年）
- 『ファッション・プレートへのいざない』（フジアート出版、1991年）

### 監修
- 『アール・デコのファッション・ブック - Journal des Dames et des Modes 1912～14』（岩崎美術社、1996年）

### 編著
- 『生活デザインの体系』（宮武恵子、玉田真紀、畑久美子共著、三共出版、2012年）

### 共編著
- 『服飾と心理』（藤原康晴、中川早苗との共編、放送大学教育振興会、2005年）